# 롱쥐뫼의 우편배달부
롱쥐뫼의 우편배달부(프랑스어: Le postillon de Lonjumeau)는 아돌프 아당이 작곡한 3막의 오페라 코미크로, 드 루벤(De Leuven)과 브룬스위크(Brunswick)이 아돌프 폰 리빙(Adolphe von Ribbing)과 레온 레비(Léon Lévy)라는 가명으로 프랑스어 대본을 작성하였다. 롱쥐뫼의 우편배달부는 결혼식 날 저녁에 아내를 버리고, 파리로 떠나 유명한 오페라 가수가 된 한 우편배달부의 이야기이다. 롱쥐뫼의 우편배달부는 1836년 10월 13일 파리의 오페라 코미크 극장에서 초연되었다.
이 작품은 아당의 작품 중에서 가장 성공을 거두고, 프랑스 외부로 가장 잘 알려진 작품이 되었다. 롱쥐뫼의 우편배달부는〈사랑하는 친구여, 이 이야기를 들어보오(mes amis ecoutéz l'histoire 므 아미 에코테즈 르리스투아[*])〉라는 까다로운 아리아로 유명하다. 이 아리아의 끝부분에서 높은 D음을 요구하기 때문에, 테너 가수들을 위한 시험으로 사용되었다.

## 등장인물
- 마들렌 - 샤플루의 아내, 여관 주인 (소프라노)
- 샤플루 - 우편배달부 (테너)
- 로즈 (소프라노)
- 코르시 후작 - 파리 오페라단의 감독 (테너)
- 비쥬 - 샤플루의 친구 (바리톤)
- 부르동 (베이스)

## 줄거리

### 1막
신혼부부인 우편배달부인 샤플루와 여관 주인인 아내 마들렌은 어떤 천리안을 가진 이에게서, 그들에게 중대한 사건이 오리라는 예언을 듣게 된다. 마침 왕립 오페라의 감독인 후작이 그 여관에 머물게 되었다.(그의 마차가 편리하게도 인근에서 전복되었다.) 후작은 샤플루가 늘상 부르는 노래를 듣고, 그 젊은 우편 배달부를 자신의 오페라단에 합류하도록 초대한다. 그러나 그들은 그 즉시 떠나야만 했다. 기쁨에 들뜬 샤플루는 그의 친구에게, 아내에게 그가 떠난다는 사실을 전해달라고 부탁한다.

### 2막
2년이 지나서, 이제 마들렌은 이제 유산을 상속받고, 라투르 부인으로 불리게 된다. 그동안 샤플루는 오페라단의 스타가 된다. 후작은 파티를 여는데, 기묘한 우연으로 라투르 부인을 초대하게 된다. 샤플루는 라투르 부인이 자신이 버렸던 아내임을 모른 채, 그녀의 매력에 푹 빠지게 된다. 샤플루가 청혼하고, 라투르 부인은 승낙한다. 결혼식이 행해지게 된다

### 3막
후작은 경찰에게 달려가, 이 결혼을 중혼죄라 비난한다. 마들렌은 예전 시골처녀의 옷을 입고 나타나고, 샤플루는 그녀를 알아본다. 어둠속에서 마들렌은 바로 샤플루 눈 앞에서 부자 상속녀인 라토르 부인으로 탈바꿈한다.
그녀는 경찰과 대동과 대동한 후작에게 그녀의 속임수를 밝히며, 그녀의 게임이였음을 선언한다. 이 부부는 결혼을 두번하게 되고, 그날로부터 선량한 마을 사람들처럼 사랑할 것을 맹세한다. 합창단의 풍부한 노래소리와 함께 감동적인 결말로 막을 내린다.